# Dr. Luke
Łukasz Sebastian Gottwald (Providence, Rhode Island, 26 de septiembre de 1973), conocido artísticamente como Dr. Luke, es un compositor y productor discográfico estadounidense. Su carrera musical profesional comenzó en 1996 como guitarrista principal de la banda del programa de televisión de comedia nocturna Saturday Night Live y produciendo remixes para artistas como Bon Jovi y Gravediggaz. Ganó prominencia en el ámbito musical en 2004 al producir el sencillo «Since U Been Gone» de Kelly Clarkson junto con el productor sueco Max Martin.
Gottwald continuó coescribiendo y produciendo discos comercialmente exitosos como Who Knew (2006) para Pink, «Girlfriend» (2007) para Avril Lavigne y «I Kissed a Girl» (2008) para Katy Perry, antes de dejar Saturday Night Live y reunirse con Clarkson para «My Life Would Suck Without You» (2009). Como fundador de Kemosabe Records y Amigo Records, Gottwald ha firmado a artistas como Kesha, Doja Cat, Becky G, Juicy J, y Lil Bibby para el primero, así como a Kim Petras para el segundo.
Gottwald posee dos empresas editoriales, Kasz Money Publishing, para sus propias canciones, y Prescription Songs, que emplea a otros compositores. Hasta enero de 2011, ha logrado 21 sencillos en el Top 40 del Billboard Hot 100, convirtiéndose en el productor con la tercera mayor cantidad de éxitos desde que se crearon las listas. Su trabajo ha sido reconocido con varios premios de la industria musical. Billboard lo nombró uno de los productores más destacados de los 2000. La Asociación Estadounidense de Compositores, Autores y Editores le otorgó los honores de «Productor» y «Compositor del Año» de 2009 a 2011. En la 53.ª edición de los premios Grammy, fue nominado para el Grammy al «Productor del Año», «No Clásico», y Teenage Dream de Perry fue nominado para «Álbum del Año».

## Biografía
Gottwald nació en Providence, Rhode Island. Es judío. Su padre, Janusz Jerzy Gottwald, era un arquitecto nacido en Łask, Polonia. Gottwald pasó muchos de sus años formativos en la ciudad de Nueva York. Originalmente quería ser baterista, pero sus padres se negaron a permitir una batería en la casa. A los 13 años, tomó la guitarra de su hermana mayor y aprendió a tocarla por sí mismo. Cuando era adolescente, Gottwald solía «escuchar música mala una y otra vez, si había una parte de guitarra que admiraba, para poder descubrir qué estaba haciendo bien el guitarrista».

## Carrera
Gottwald asistió a la Escuela de Música de Manhattan durante dos años. Se unió a la banda de Saturday Night Live como guitarrista principal en 1996 hasta la temporada 2006-2007.
Produjo pistas y remixes para varios artistas, incluyendo Arrested Development y Nappy Roots. Lanzó el sencillo de 12 pulgadas «Wet Lapse», bajo el nombre de Kasz, para Rawkus Records, y remixó el tema de la película Mortal Kombat. Mientras trabajaba como DJ en una fiesta en una casa, Gottwald conoció al productor Max Martin y posteriormente le dio un recorrido por los clubes de Nueva York cuando Martin llegó a la ciudad.
En 2004, coescribió y coprodujo la canción de Kelly Clarkson que alcanzó el número dos en el Hot 100, «Since U Been Gone» con Max Martin y le proporcionó a la cantante otro éxito con «Behind These Hazel Eyes». Canciones posteriores de Pink, «Who Knew» y «U + Ur Hand» llegaron al top diez del Hot 100. Continuó coproduciendo un número uno para Avril Lavigne con la canción «Girlfriend», así como otras siete canciones en el álbum de Lavigne. También logró un número uno en el Reino Unido con la canción de 2007 «About You Now» para Sugababes. Gottwald contribuyó con dos canciones al segundo álbum de Katy Perry, One of the Boys en 2008: el número uno del Hot 100, «I Kissed a Girl» y «Hot n Cold», así como tres canciones en el álbum de Britney Spears de 2008, Circus, incluyendo la canción que da título al álbum. También coprodujo la canción número uno en EE. UU. «Right Round» de Flo Rida. Su tercera coproducción para Kelly Clarkson, «My Life Would Suck Without You» también llegó a la cima del Hot 100. A finales de 2009, su canción para Miley Cyrus, «Party in the U.S.A.», coescrita por Jessie J, alcanzó el número dos en la lista. En diciembre de 2009, Billboard lo nombró como uno de los «10 mejores productores de la década».
En 2010, Gottwald fue nombrado «Compositor del Año» en los ASCAP Pop Music Awards y recibió 10 ASCAP Pop Music Awards como compositor y editor. Había recibido diez Pop Music Awards de ASCAP entre 2006 y 2009. También fue incluido en la lista de las «100 Personas Más Creativas en Negocios» de Fast Company, ocupando el puesto número 33. La coproducción de Gottwald para la canción de Katy Perry «California Gurls» debutó en el número dos del Hot 100 y más tarde alcanzó el número uno. El segundo sencillo «Teenage Dream» seguiría el mismo camino. La canción de Taio Cruz «Dynamite», coproducida por Gottwald, alcanzó el número uno en el Reino Unido y el número dos en los EE. UU. Contribuyó con tres canciones más al top diez, «Magic» para B.o.B, «My First Kiss» para 3OH!3, y «Take It Off» para Kesha, así como una canción en el top cinco, «Your Love Is My Drug», también de Kesha en el Hot 100.
En 2010, fue nombrado tanto el «Compositor del Año» como el «Productor del Año» en el Hot 100 por Billboard. A principios de 2011, Advertising Age lo llamó «el productor y compositor más exitoso del año en términos de longevidad en las listas».
En 2011, Gottwald co-ejecutó la producción del séptimo álbum de estudio de Britney Spears, Femme Fatale, junto con Max Martin.
En la semana que terminó el 3 de marzo de 2012, la coproducción de Gottwald para la canción de Katy Perry «Part of Me» se convirtió en la vigésima canción en debutar en la cima del Billboard Hot 100. También produjo el sencillo de Perry «Wide Awake», que alcanzó el número 2 en el Hot 100, mientras encabezaba la lista de canciones pop de EE. UU.
En octubre de 2014, Kesha presentó una demanda contra Gottwald, alegando agresión sexual y abuso, acoso sexual, violencia de género, acoso civil, violación de las leyes de California contra prácticas comerciales injustas, imposición de angustia emocional (tanto intencional como negligente) y retención y supervisión negligente. Gottwald respondió presentando una contrademanda, alegando que la demanda de Kesha era un intento de Kesha, su madre y su nueva firma de gestión para extorsionarlo y liberarla de su contrato. En junio de 2023, un mes antes de que el caso estaba programado para el juicio, Kesha y Gottwald emitieron una declaración conjunta diciendo que el caso había llegado a un acuerdo. Ambas partes se desearon lo mejor, aunque Gottwald aún negó las acusaciones mientras que Kesha continuó diciendo que no podía recordar todo lo que pasó esa noche.
Después de la demanda, Gottwald ha mantenido un perfil público bajo. En abril de 2017, ya no estaba listado en el sitio web oficial de Sony Music y más tarde ese mes se anunció que ya no era el CEO de Kemosabe Records. Ese mismo año, Gottwald adoptó el seudónimo «Made in China». Desde entonces, ha producido canciones para artistas como Trey Songz, Ne-Yo y Big Boi. En 2017, Gottwald comenzó a escribir canciones y producir para la cantante y compositora alemana Kim Petras. También produjo cinco canciones en el segundo álbum de Doja Cat, Hot Pink (2019), incluyendo su sencillo número uno «Say So».
En 2021, Gottwald lanzó Amigo Records como una filial de Republic Records y hasta ahora ha firmado a Petras, Big Boss Vette y Joy Oladokun. Ese mismo año, escribió y produjo «Big Energy» de Latto, que llegó al número uno en varias listas y ganó la «Canción del Año» en los BET Hip Hop Awards de 2022. En 2022, produjo la canción número uno «Super Freaky Girl» de Nicki Minaj. Gottwald continuó produciendo música en 2023, incluyendo colaboraciones con Doja Cat y otros, ganando nuevamente el ASCAP Pop Music Award por «Compositor del Año» en mayo. En julio de 2024, Gottwald volvió a colaborar con Max Martin para producir el nuevo sencillo «Woman's World» de Katy Perry, que formará parte de su próximo álbum de estudio titulado 143.

## Discografía de producción
Estas son algunas de las canciones que ha producido y escrito desde el 2004 hasta la actualidad, aunque no aparecen todas ni todos los artistas.

### 2004
- Kelly Clarkson — Breakaway — «Behind These Hazel Eyes»
- Kelly Clarkson — Breakaway — «Since U Been Gone»

### 2005
- Backstreet Boys — Never Gone — «Climbing the Walls»
- Backstreet Boys — Never Gone — «Just Want You to Know»
- Bo Bice — The Real Thing — «U Make Me Better»
- Bo Bice — The Real Thing — «Lie... It's Alright»
- The Veronicas — The Secret Life of... — «4ever»
- The Veronicas — The Secret Life of... — «Everything I'm Not»

### 2006
- Jeannie Ortega — No Place Like Brooklyn — «Can U?»
- Lady Sovereign — Public Warning — «Love Me or Hate Me»
- Lady Sovereign — Public Warning — «Love Me or Hate Me» [Remix]
- Lady Sovereign — Public Warning — «Those Were the Days»
- Paris Hilton — Paris — «Nothing in This World»
- Pink — I'm Not Dead — "«Cuz I Can»
- Pink — I'm Not Dead — «U + Ur Hand»
- Pink — I'm Not Dead — «Who Knew»

### 2007
- Avril Lavigne — The Best Damn Thing — «Girlfriend»
- Avril Lavigne — The Best Damn Thing — «Hot»
- Avril Lavigne — The Best Damn Thing — «I Can Do Better»
- Avril Lavigne — The Best Damn Thing — «I Don't Have to Try»
- Avril Lavigne — The Best Damn Thing — «Keep Holding on»
- Avril Lavigne — The Best Damn Thing — «Runaway»
- Sugababes — Change — «About You Now»
- Sugababes — Change — «Open the Door»
- Sugababes — Change — «Surprise (Goodbye)»

### 2008
- Vanessa Hudgens — Identified — «Identified»
- Britney Spears — Circus — «Circus»[33]
- Britney Spears — Circus — «Shattered Glass»[33]
- Britney Spears — Circus — «Lace and Leather»[33]
- Katy Perry — One of the Boys — «I Kissed a Girl»
- Katy Perry — One of the Boys — «Hot N Cold»
- Lil Mama — VYP (Voice of the Young People) — «Broken Pieces»
- Lil Mama — VYP (Voice of the Young People) — «G-Slide (Tour Bus)»

### 2009
- Kelly Clarkson — All I Ever Wanted — «My Life Would Suck Without You»
- Flo Rida — R.O.O.T.S. — «Right Round» (con Kesha)
- Miley Cyrus — The Time of Our Lives — «Party in the U.S.A.»
- Miley Cyrus — «The Time of Our Lives»
- Kesha — Animal — «Tik Tok»

### 2010
- Katy Perry — Teenage Dream — «Teenage Dream»
- Katy Perry — Teenage Dream — «Last Friday Night (T.G.I.F.)»
- Katy Perry — Teenage Dream — «California Gurls» (con Snoop Dogg)
- Katy Perry — Teenage Dream — «The One That Got Away»
- Katy Perry — Teenage Dream — «E.T.»
- Miranda Cosgrove — Sparks Fly — «Kissin' U»

### 2011
- Britney Spears — Femme Fatale — «Till the World Ends»[34]
- Britney Spears — Femme Fatale — «Hold It Against Me»[34]
- Britney Spears — Femme Fatale — «Inside Out»[34]
- Britney Spears — Femme Fatale — «Seal It with a Kiss»[34]
- Britney Spears — Femme Fatale — «Gasoline»[34]
- Gloria Trevi — Gloria — No al alguacil (con Paulina Rubio)
- Jessie J — Who You Are — «Price Tag»
- Jessie J — Who You Are — «Abracadabra»
- Jessie J — Who You Are (Deluxe) — «Domino»
- Rihanna — Talk That Talk — «You Da One»
- Rihanna — Talk That Talk — «Where Have You Been»
- Rihanna — Talk That Talk — «Fool in Love»

### 2012
- Katy Perry — Teenage Dream: The Complete Confection — Part of Me
- Katy Perry — Teenage Dream: The Complete Confection — Wide Awake
- Nicki Minaj — Pink Friday: Roman Reloaded — Va Va Voom
- Nicki Minaj — Pink Friday: Roman Reloaded — Masquerade
- Nicki Minaj — Pink Friday: Roman Reloaded — Young Forever
- Adam Lambert — Trespassing — Better Than I Know Myself
- Adam Lambert — Trespassing — Never Close Our Eyes
- Ke$ha — Warrior — Die Young
- Leona Lewis — Glassheart — Love Bird
- Marina and the Diamonds — Electra Heart — Primadonna
- Marina and the Diamonds — Electra Heart — Lies
- Marina and the Diamonds — Electra Heart — How To Be A Heartbreaker
- B.o.B. — Strange Clouds — Both of us (con Taylor Swift

### 2013
- Pitbull — Global Warming: Meltdown— «Timber» (con Kesha)
- Katy Perry — PRISM — «Roar»
- Katy Perry — PRISM — «Legendary Lovers»
- Katy Perry — PRISM — «Birthday»
- Katy Perry — PRISM — «Unconditionally»
- Katy Perry — PRISM — «Dark Horse» (con Juicy J)
- Katy Perry — PRISM — «International Smile»
- Katy Perry — PRISM — «Ghost»
- Britney Spears — Britney Jean — «Brightest Morning Star»
- Britney Spears — Los Pitufos 2 — «Ooh La La»[35]
- will.i.am — #willpower — «Fall Down» (con Miley Cyrus)[36]
- Robin Thicke — Blurred Lines — «Give it 2 U»
- Miley Cyrus — Bangerz — «Wrecking Ball»
- 3BallMTY — Globall — «Quiero Bailar (All Through the Night)» (con Becky G)

### 2014
- Pitbull — One Love, One Rhythm / Globalization — «We Are One (Ole Ola)» (con Jennifer López y Claudia Leitte)
- Pitbull — Globalization— «Wild Wild Love» (con G.R.L.)
- Pitbull — Globalization— «Time Of our Lives» (con Ne-Yo)
- Pitbull — Globalization— «Drive You Crazy» con (Jason Derulo y Juicy J)
- Pitbull — Globalization— «Sexy Beaches» (con Chloe Angelides)
- Shakira — One Love, One Rhythm / Shakira — «La La La» (con Carlinhos Brown)
- Maroon 5 — V — «Sugar
- Nicki Minaj — The Pinkprint — «Pills N Potions»
- Nicki Minaj — The Pinkprint — «Get On Your Knees» (con Ariana Grande)
- Nicki Minaj — The Pinkprint — «Only» (con Chris Brown Drake y Lil Wayne)
- Nicki Minaj — The Pinkprint — «The Night Is Still Young»
- Nicki Minaj — The Pinkprint — «Trini Dem Girls» (con LunchMoney Lewis)

### 2015
- Chris Porter — The Water Dance - Single — «The Water Dance» (con Pitbull)
- R. Kelly — The Buffet — «Marching Band» (con Juicy J)
- LunchMoney Lewis — Whip It! - Single — «Whip It!» (con Chloe Angelines)
- Flo Rida — My House — «Once in a Life Time»

### 2016
- Jennifer López — «Ain't Your Mama»
- Elliphant — Living Life Golden — «Everybody» (con Azealia Banks)
- Elliphant — Living Life Golden — «Love Me Badder»
- Pitbull — Climate Change — «Greenlight» (con Flo Rida & LunchMoney Lewis)

### 2018
- Iggy Azalea — «Savior» (con Quavo)

### 2020
- Saweetie — «Tap In»
- Doja Cat — Hot Pink — «Rules»
- Doja Cat — Hot Pink — «Say So
- Doja Cat — Hot Pink — «Like That» (con Gucci Mane)
- Doja Cat — Hot Pink — «Juicy» (con Tyga)

### 2021
- Saweetie — «Best Friend» (con Doja Cat)
- Coi Leray & Nicki Minaj — Trendsetter — «Blick Blick»
- Doja Cat — Planet Her — «Need to Know»
- Doja Cat & The Weeknd — Planet Her — «You Right»
- Latto — 777 — «Big Energy»

### 2022
- Nicki Minaj — «Super Freaky Girl»
- Kim Petras - «Slut Pop»

### 2023
- Latto — TBA — «Lottery» (con LU KALA)
- Kim Petras & Nicki Minaj — Feed the Beast — «Alone»
- City Girls & Kim Petras — RAW — «Flashy»

### 2024
- Katy Perry — 143 — «Woman's World»
- Katy Perry — 143 — «Lifetimes»